# Kevin O’Halloran
Kevin O’Halloran (* 3. März 1937 in Katanning, Western Australia; † 5. Juli 1976 in Kojonup, Western Australia) war ein australischer Schwimmer, der eine olympische Goldmedaille gewann.

## Leben
Kevin O’Halloran wuchs auf einer Farm auf, auf der sein Großvater um 1900 mit der Schafzucht begonnen hatte. Im Zweiten Weltkrieg ging der Vater zur Armee und die Mutter zog mit den Kindern nach Katanning, wo es auch ein öffentliches Schwimmbad gab. Dort lernte Kevin O’Halloran schwimmen und entwickelte sich zu einem der besten Schwimmer Westaustraliens. 1955 nahm er erstmals an den australischen Meisterschaften teil und belegte den fünften Platz über 110 Yards Freistil. Im Jahr darauf erkämpfte er die Bronzemedaille über 440 Yards Freistil, über 220 Yards Freistil wurde er Vierter.
Bei den Olympischen Spielen 1956 in Melbourne qualifizierte sich die australische 4-mal-200-Meter-Freistilstaffel in der Besetzung John Devitt, Gary Chapman, Graham Hamilton und Murray Garretty mit der insgesamt fünftbesten Vorlaufzeit für das Finale. Im Endlauf schwammen Kevin O’Halloran, John Devitt, Murray Rose und Jon Henricks in neuer Weltrekordzeit über 16 Sekunden schneller als die Staffel im Vorlauf und gewannen die Goldmedaille mit acht Sekunden Vorsprung vor der Staffel aus den Vereinigten Staaten und mit elf Sekunden Vorsprung auf die sowjetische Staffel, die den alten Weltrekord gehalten hatte. Die Schwimmer, die nur im Staffelvorlauf eingesetzt wurden, erhielten gemäß den bis 1980 gültigen Regeln keine Medaille. Am gleichen Tag, an dem die Staffelvorläufe stattgefunden hatten, qualifizierten sich mit Murray Rose, Kevin O’Halloran und Gary Winram drei Australier für das Finale über 400 Meter Freistil. Im Endlauf siegte Murray Rose vor dem Japaner Tsuyoshi Yamanaka und George Breen aus den Vereinigten Staaten. O’Halloran schlug 0,4 Sekunden nach Breen als Vierter an, Winram wurde Sechster.
Kevin O’Hallorans Karriere endete 1958, nachdem er sich nicht für die Teilnahme an den British Empire and Commonwealth Games qualifizieren konnte. Mitte der 1960er Jahre übernahm er die Farm von seinem Vater. 1976 wurde er neben seinem Gewehr tot an einem Zaun auf seiner Farm aufgefunden. Die Untersuchung der Todesumstände ergab, dass O’Halloran beim Versuch, den Zaun zu überqueren, gestürzt war und sich dabei ein Schuss aus seinem Gewehr gelöst hatte.